# Punta del Fangar
Punta del Fangar är en udde i Spanien.   Den ligger i provinsen Província de Tarragona och regionen Katalonien, i den östra delen av landet, 400 km öster om huvudstaden Madrid.
Terrängen inåt land är platt. Havet är nära Punta del Fangar åt nordost.  Närmaste större samhälle är Deltebre, 9,5 km sydväst om Punta del Fangar. 